# Vantanea spichigeri
Vantanea spichigeri är en tvåhjärtbladig växtart som beskrevs av Alwyn Howard Gentry. Vantanea spichigeri ingår i släktet Vantanea och familjen Humiriaceae. Inga underarter finns listade i Catalogue of Life.